# Fortunato Cerlino
Fortunato Cerlino (Napels, 17 juni 1971) is een Italiaans acteur. Hij speelde in diverse televisieseries en films in Italië en de Verenigde Staten, onder andere in Gomorra.

## Selectie filmografie

### Film
| Jaar | Titel                    | Rol              | Opmerkingen |
| ---- | ------------------------ | ---------------- | ----------- |
| 2008 | Gomorra                  | Boerenzoon       |             |
| 2009 | Fort Apache Napoli       | Gemeenteraadslid |             |
| 2016 | Inferno                  | Museumsuppoost   |             |
| 2017 | A Family                 | Dr. Minerva      |             |
| 2017 | Addio fottuti musi verdi | Felacone Senior  |             |
| 2023 | The Palace               | Tonino           |             |
| TBA  | In the Hand of Dante     |                  | Filming     |

### Televisie
| Jaar      | Titel                       | Rol                  | Opmerkingen     |
| --------- | --------------------------- | -------------------- | --------------- |
| 2014–2017 | Gomorra                     | Don Pietro Savastano | 25 afleveringen |
| 2015      | Hannibal                    | Rinaldo Pazzi        | 4 afleveringen  |
| 2017      | Medici: Masters of Florence | Mastro Bredani       | 3 afleveringen  |
| 2018      | Britannia                   | Vespasianus          | 9 afleveringen  |
| 2018–2022 | Carlo & Malik               | Mario Muzo           | 26 afleveringen |
| 2022–     | Di4ries                     | Paolo Agresti        | 15 afleveringen |